# Coelogyne tomentosa
Coelogyne tomentosa är en orkidéart som beskrevs av John Lindley.
Coelogyne tomentosa ingår i släktet Coelogyne och familjen orkidéer. Artens utbredningsområde anges som från Thailand till västra Malesia. Inga underarter finns listade i Catalogue of Life.

## Bilder

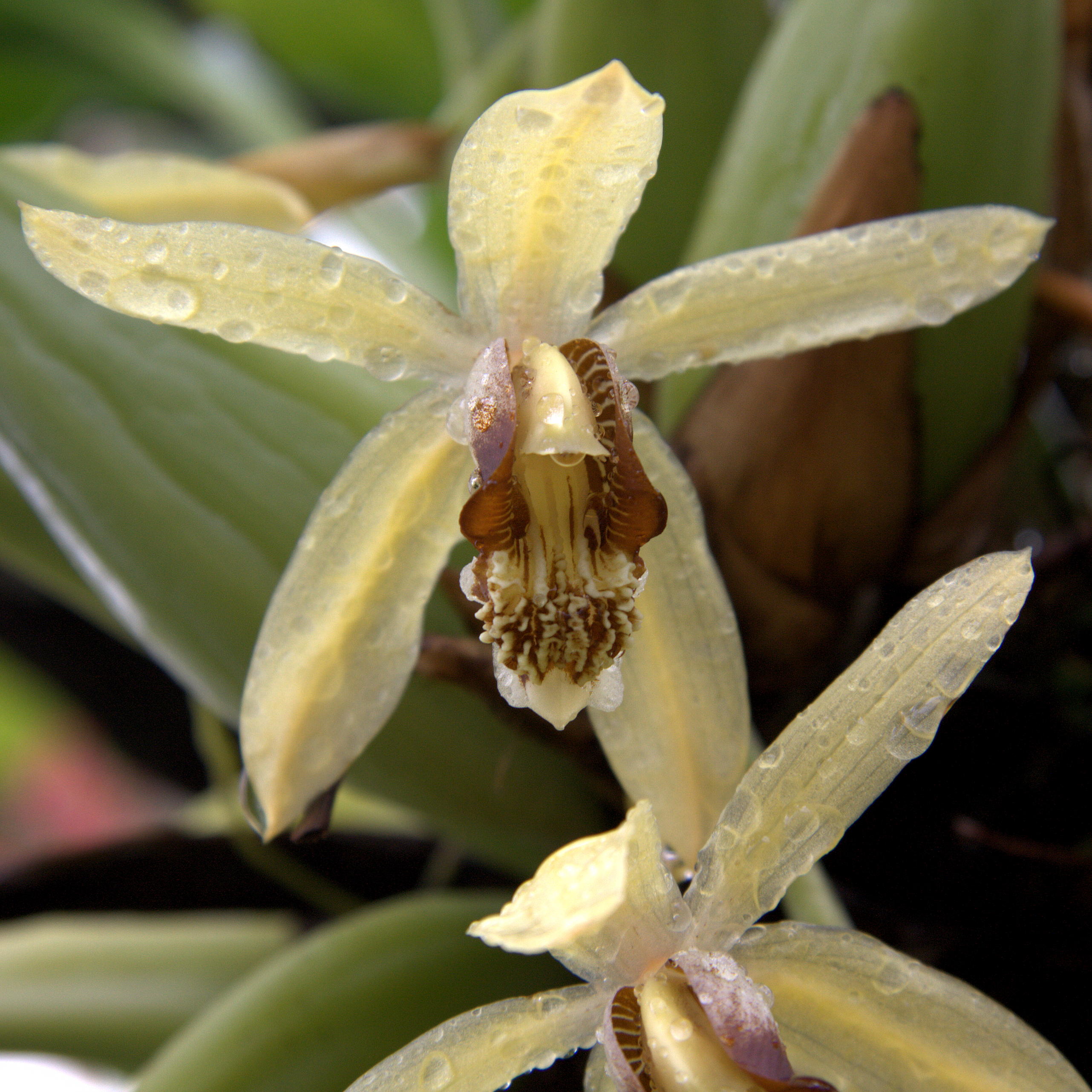
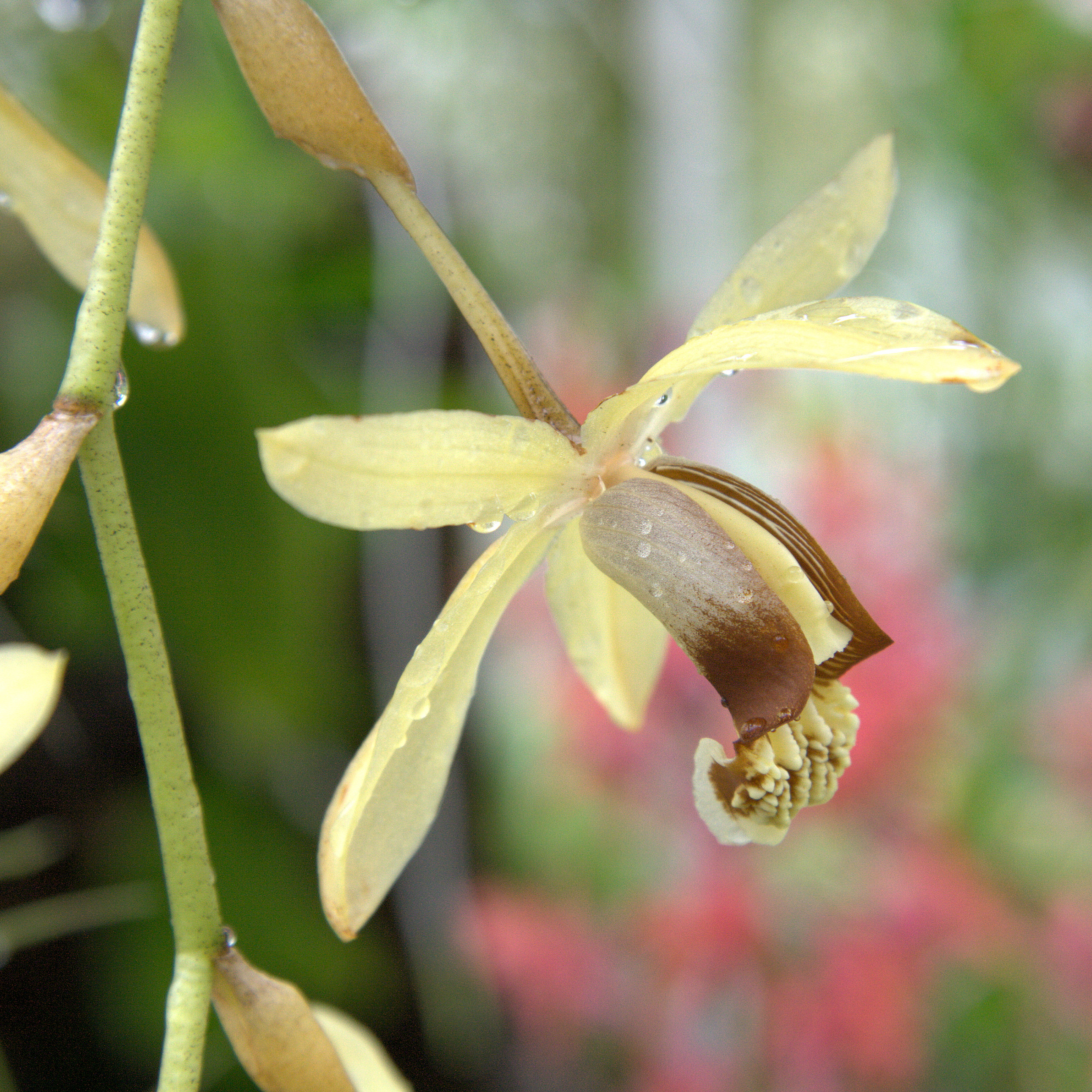
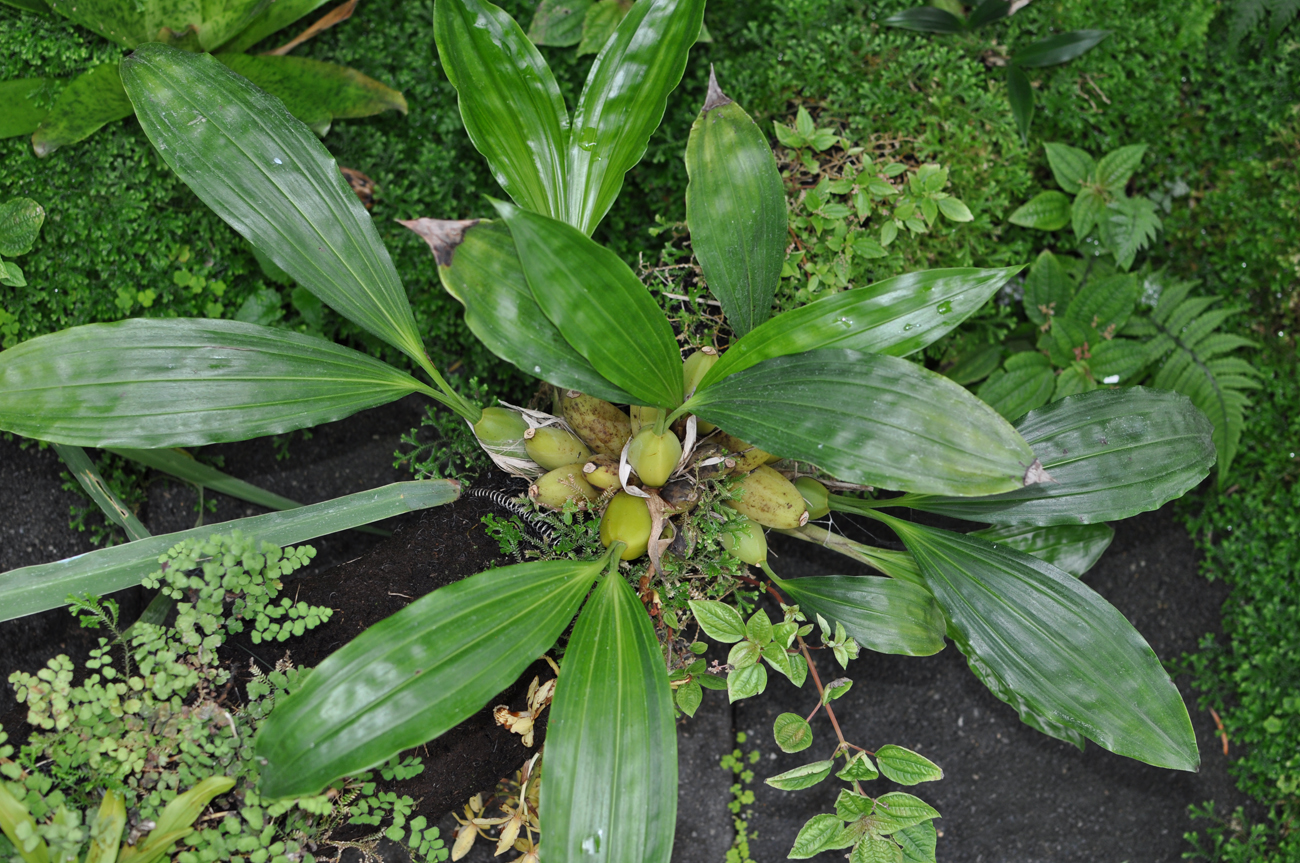
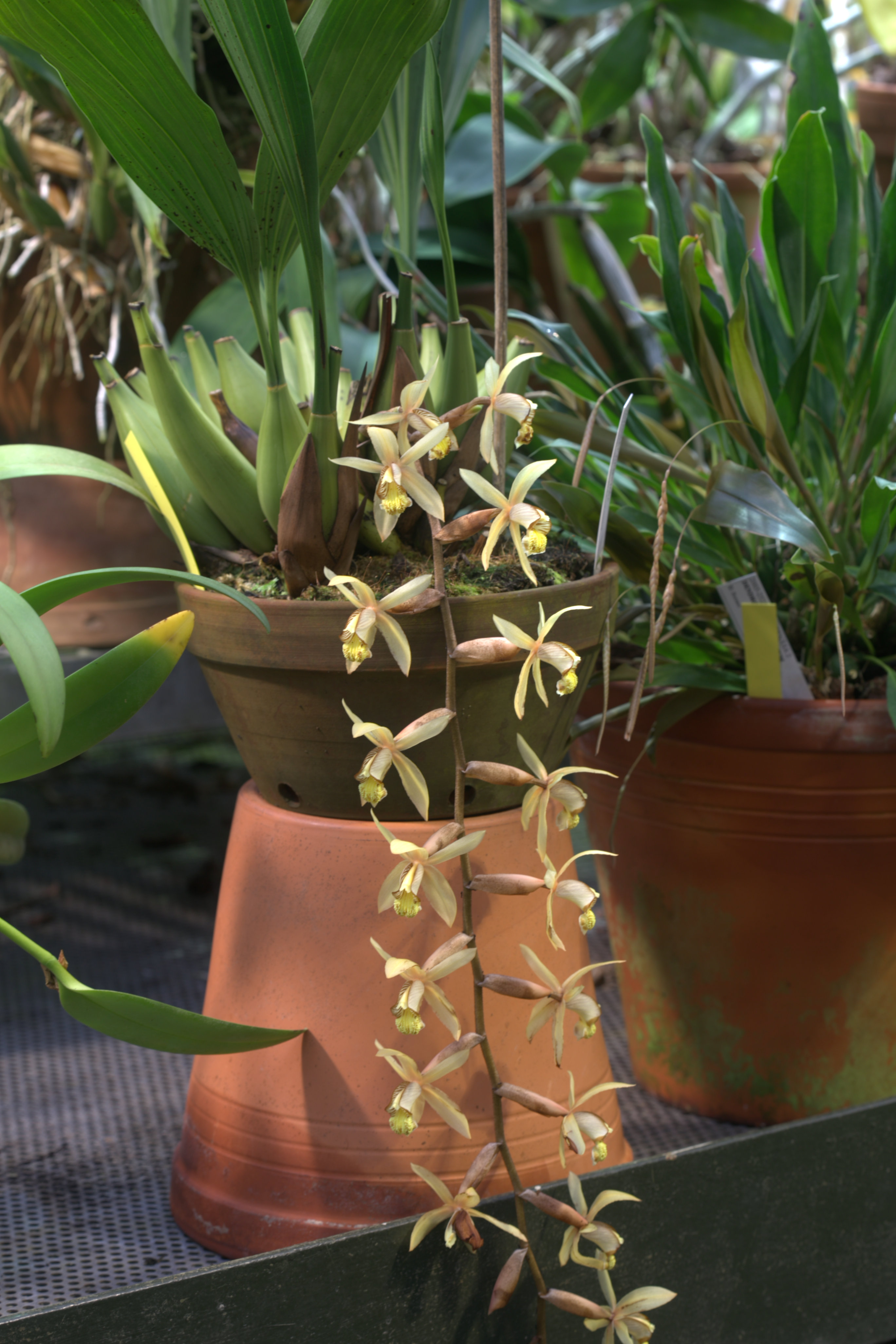